# Сборная Швеции по хоккею с шайбой
Сборная Швеции по хоккею с шайбой (швед. Sveriges herrlandslag i ishockey) — национальная команда, представляющая Швецию на международных турнирах по хоккею с шайбой. Контролируется Федерацией хоккея Швеции (с 1922 года, до этого Швецию в ИИХФ представлял с 1912 года Шведский футбольный союз). Одиннадцатикратные чемпионы мира, двукратные олимпийские чемпионы.
Хоккейная сборная Швеции является одной из ведущих сборных мира и наряду со сборными Канады, России, Финляндии, Чехии и США входит в так называемую «большую хоккейную шестерку».
В мировом рейтинге ИИХФ за 2024 год находится на седьмом месте.

## История
Часто сборную Швеции по хоккею называют «Тре Крунур» (швед. Tre Kronor), что переводится со шведского языка как «Три короны». Это название закрепилось за сборной с февраля 1938 года, когда впервые на мировом первенстве в Праге игроки сборной вышли на лёд в свитерах с изображением трёх синих корон на жёлтом фоне, данное изображение является популярным символом Швеции наряду с национальным флагом и гербом страны.

### 1920—1980-е годы

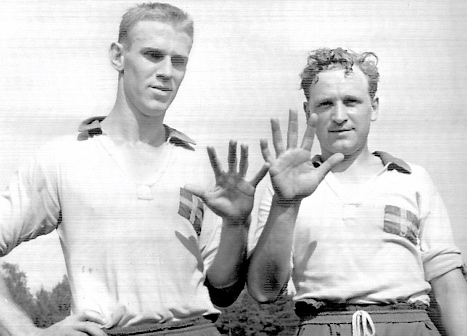
Знаменитый Свен Тумба-Юханссон (слева), который является лучшим в истории снайпером хоккейной сборной Швеции, имел опыт выступлений и за футбольную

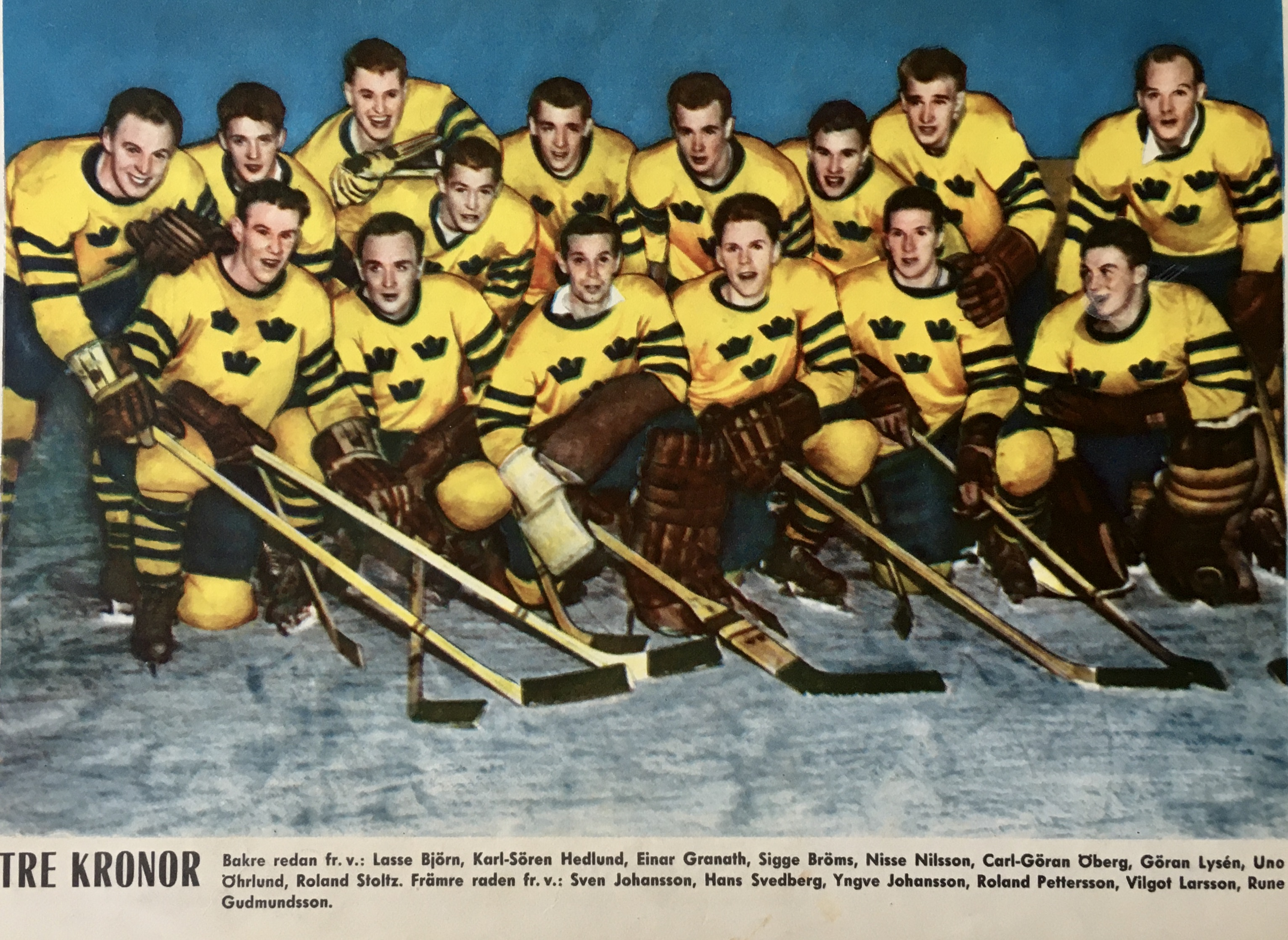
Сборная Швеции в ноябре 1958 года

Первую олимпийскую награду шведы выиграли ещё в 1928 году на Олимпиаде в Санкт-Морице (серебро), а вот на отдельных от Олимпиад чемпионатах мира скандинавам удалось впервые подняться на пьедестал почёта лишь в 1947 году (серебро). В 1953 году шведы впервые стали чемпионами мира. В 1957 и 1962 годах «Тре-Крунур» ещё дважды становились чемпионами мира. При этом победа на турнире 1957 года в Москве стала последней в истории на открытом льду. Решающий матч 5 марта против сборной СССР проходил на Большой спортивной арене в Лужниках, на игре собралось около 50 000 человек. Шведы добились устраивающей их ничьи 4:4. Свен Тумба-Юханссон был признан лучшим нападающим турнира. Однако все эти турниры проходили без участия кого-то из сильных соперников: в 1953 году не участвовали сборные Канады и США, а сборная Чехословакии снялась по ходу турнира из-за траура по президенту Готвальду; в 1957 году не участвовала сборная Канады в знак протеста против ввода советских войск в Венгрию в 1956 году; в 1962 году от участия отказались сборные СССР и Чехословакии, выразившие протест против дискриминации сборной ГДР, игрокам которой было отказано во въездных визах в США. Лучшим бомбардиром того турнира стал Нильс Нильссон, забросивший 12 шайб в 7 матчах.
Однако затем с усилением сборной СССР шведам очень долгое время не удавалось выиграть ни чемпионат мира, ни зимние Олимпийские игры (в очных встречах шведы проигрывали советским хоккеистам в шесть раз чаще, чем выигрывали). Шведы регулярно были призёрами (в 1969—1977 годах выиграли медали 9 раз подряд), но с 1962 по 1987 год ни разу не становились первыми. В 1976 году шведы вместе с канадцами бойкотировали хоккейный турнир Олимпийских игр в Инсбруке в знак протеста против фиктивного использования термина «спортсмены-любители» и ограничений для профессиональных хоккеистов из Северной Америки (многие ведущие шведские хоккеисты играли за клубы НХЛ и ВХА и согласно регламенту не могли выступить на Олимпийских играх).
Наконец на чемпионате мира 1987 года в Австрии шведы, благодаря разгрому канадцев (9:0), сумели обойти по разнице шайб в финальной группе сборную СССР (очная встреча Швеция — СССР закончилась вничью 2:2). Примечательно, что в связи с особенностями регламента шведы, став чемпионами мира 1987 года, уступили звание чемпионов Европы 1987 года, разыгрывавшегося в рамках чемпионата мира, не попав даже в призёры этого турнира (чемпионом Европы стала сборная СССР). Лучшим бомбардиром шведов на турнире стал Бенгт-Оке Густафссон, набравший 11 очков (3+8) в 10 матчах. При этом ни один из шведов не попал в сборную звёзд турнира. В 1987 году сборная Швеции впервые в своей истории была удостоена Золотой медали шведской газеты Svenska Dagbladet, вручаемой лучшим спортсменам и командам Швеции с 1925 года.
1980-е годы также были отмечены для шведов тремя подряд бронзовыми наградами на Олимпийских играх (1980, 1984 и 1988), при этом на каждом из этих турниров шведы были разгромлены сборной СССР: 2:9 (1980), 1:10 (1984) и 1:7 (1988).

### 1990-е годы. Первое олимпийское золото
Победив на чемпионате мира 1991 года, переиграв в решающем матче финальной группы сборную СССР со счётом 2:1 (20-летний Матс Сундин стал лучшим бомбардиром турнира, в первую символическую сборную был включён форвард Томас Рундквист), на следующем турнире шведы впервые в своей истории сумели защитить это звание (при этом «Тре-Крунур» с трудом смогли попасть в четвертьфинал, из пяти матчей на групповой стадии выиграв только у аутсайдеров поляков, но затем в плей-офф победили россиян, швейцарцев и финнов). На обоих турнирах главным тренером шведов был Конни Свенссон.

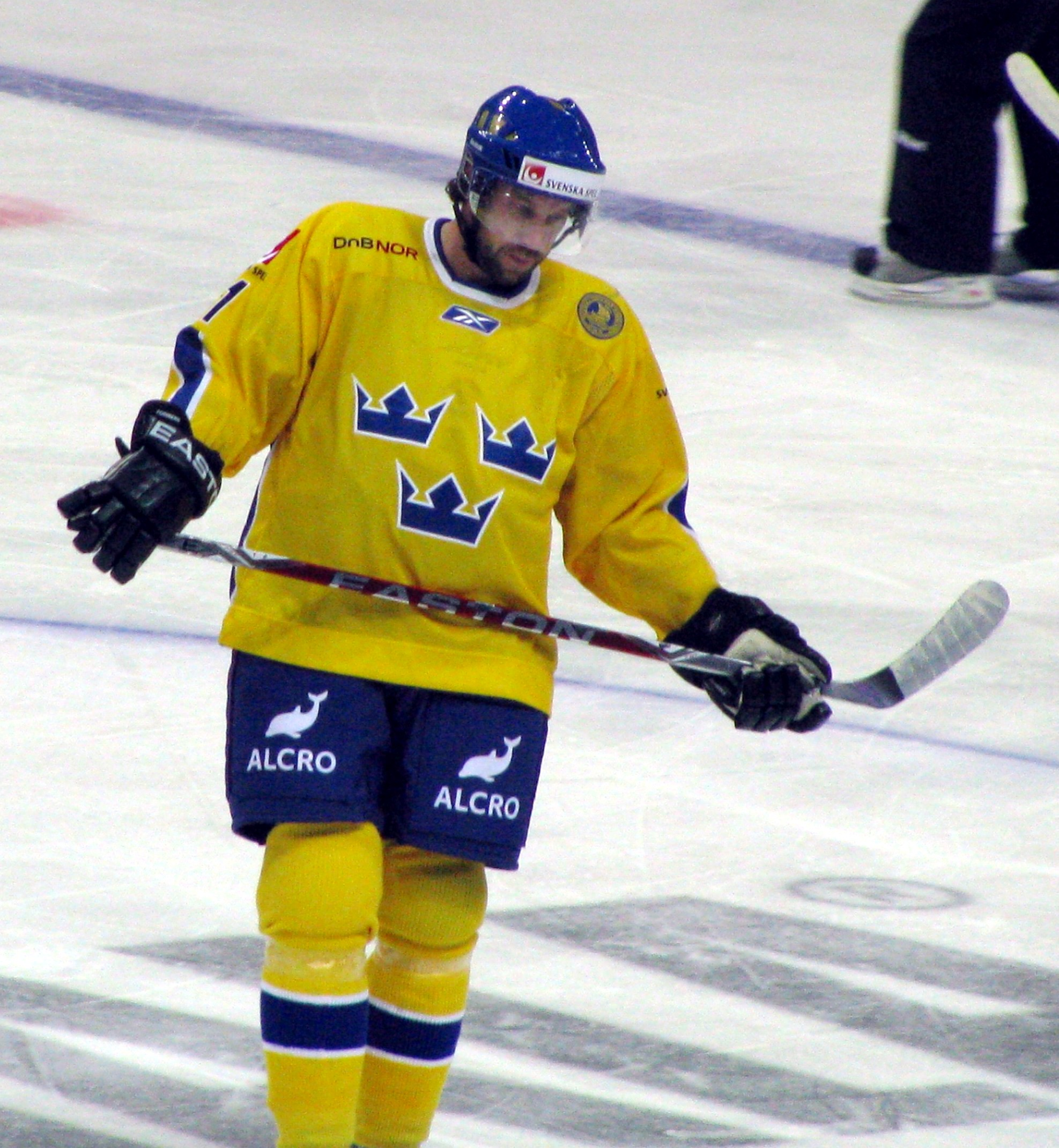
Двукратный олимпийский чемпион и двукратный чемпион мира в составе сборной Швеции Петер Форсберг

В 1994 году на Олимпийских играх в Лиллехаммере «Тре-Крунур», ведомые в нападении опытным Хоканом Лообом и молодыми Патриком Юлином и Петером Форсбергом, сумели впервые в своей истории стать олимпийскими чемпионами. В полуфинале шведы, которых тренировал бывший помощник Конни Свенссона Курт Лундмарк, сломили сопротивление сборной России (4:3), а в финале долгое время вели в счёте против канадцев, но в итоге исход матча решался в серии буллитов. Победный буллит забил 20-летний Форсберг, а вратарь Томми Сало отразил последний бросок Пола Карии. Эта медаль стала для Швеции всего лишь одной из двух золотых, завоёванных во всех видах спорта на Играх в Лиллехаммере. В символическую сборную турнира были включены голкипер Томми Сало и форварды Патрик Юлин и Матс Неслунд. Лооб, Неслунд и защитник Томас Юнссон по итогам турнира стали первыми в истории членами «Тройного золотого клуба» (в него входят хоккеисты, выигравшие олимпийское золото, золото чемпионата мира и Кубок Стэнли).
В 1995 году шведы принимали чемпионат мира на льду Стокгольма и Евле. В полуфинале хозяева в овертайме сумели обыграть канадцев и в финале встретились с финнами. Хозяева считались фаворитами, финны же ни разу до этого в своей истории не побеждали на чемпионатах мира. Однако вдохновенная игра 21-летнего Вилле Пелтонена, сделавшего хет-трик в решающем матче, принесла финнам сенсационную победу (4:1).

### XXI век

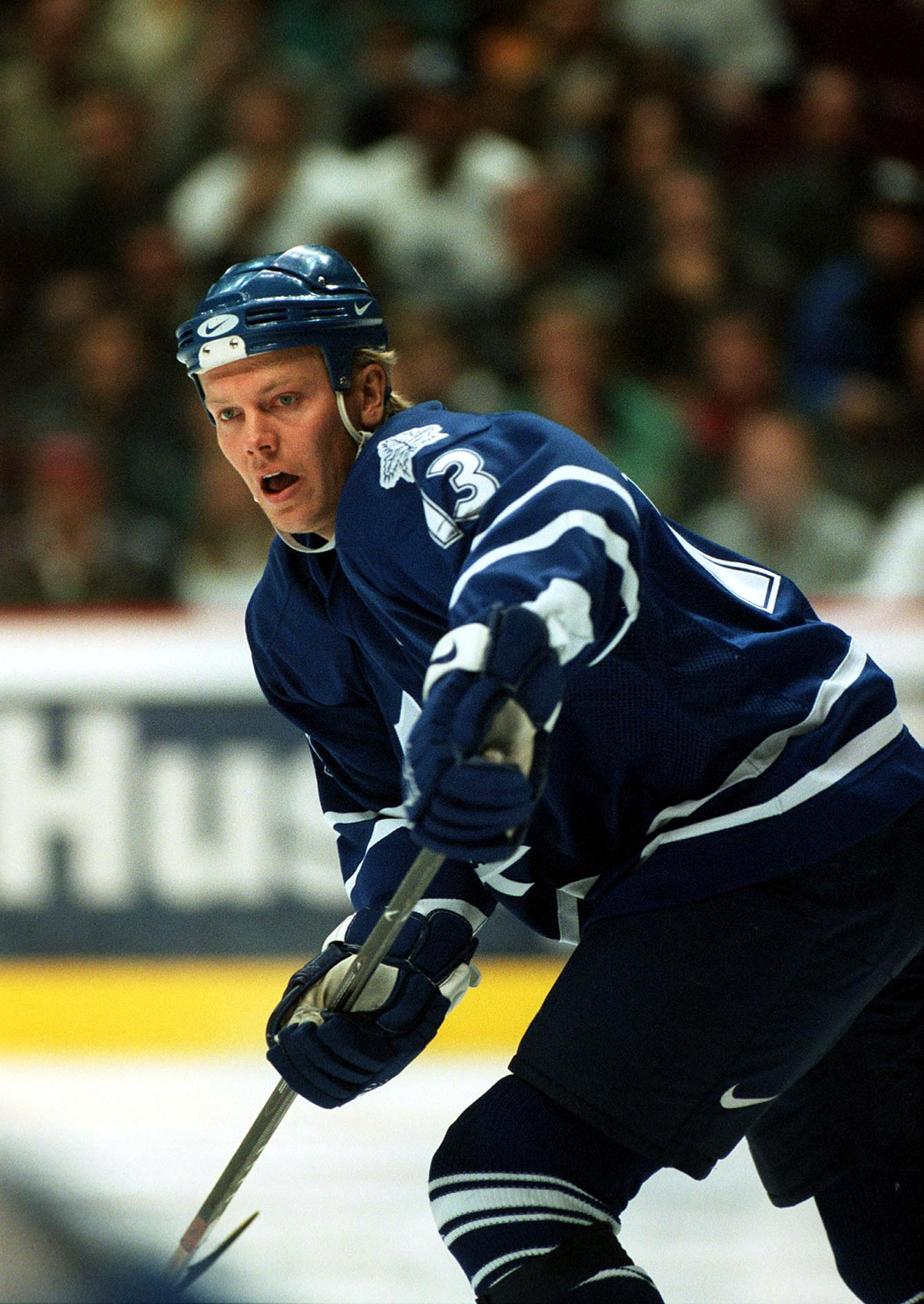
Один из лидеров сборной Швеции 1990-х — 2000-х годов Матс Сундин пропустил Олимпиаду 1994 года, но выиграл своё золото в 2006 году

#### 2000-е годы. Победа на Олимпийских играх 2006 года
Олимпийские игры 1998 и 2002 годов шведы провели неудачно, оба раза проиграв в четвертьфинале. Особо памятным стало сенсационное поражение в четвертьфинале Игр 2002 года от сборной Беларуси. Шведы выиграли свою отборочную группу, победив канадцев, чехов и немцев, и являлись однозначными фаворитами четвертьфинала. Но белорусы сумели оказать достойное сопротивление. В середине третьего периода ветеран сборной Матс Сундин сравнял счёт, но за 2,5 минуты до конца матча защитник Владимир Копать броском из центра площадки застал врасплох Томми Сало, и белорусы победили (4:3).
Спустя несколько месяцев на домашнем чемпионате мира 2002 года шведов ждало очередное разочарование. В полуфинале против команды Словакии в Гётеборге шведы вели 2:0 (шайбы Пера-Юхана Аксельссона и Томаса Юханссона), но сначала Владимир Орсаг отыграл одну шайбу, а за две минуты до конца основного времени матча Мирослав Шатан сравнял счёт. Исход матча решился в серии буллитов, где сильнее были словаки. В итоге шведы завоевали бронзу, переиграв финнов.
На чемпионатах мира 2003 года в Финляндии и 2004 года в Чехии шведы дважды были близки к победе, но оба раза по похожему сценарию уступали канадцам. В 2003 году в Хельсинки шведы вели в конце первого периода 2:0, но канадцы сумели сравнять счёт в середине третьего периода, а на 14-й минуте овертайма Энсон Картер принёс победу североамериканцам. При этом в овертайме шведы перебросали канадцев 12-5. Матс Сундин был признан самым ценным игроком турнира, он же вместе с Петером Форсбергом вошёл в символическую сборную. Через год в Праге в финале шведы забросили канадцам две шайбы уже к восьмой минуте матча, в середине второго периода «Тре-Крунур» вели 3:1, но затем пропустили 4 шайбы и уступили 3:5.

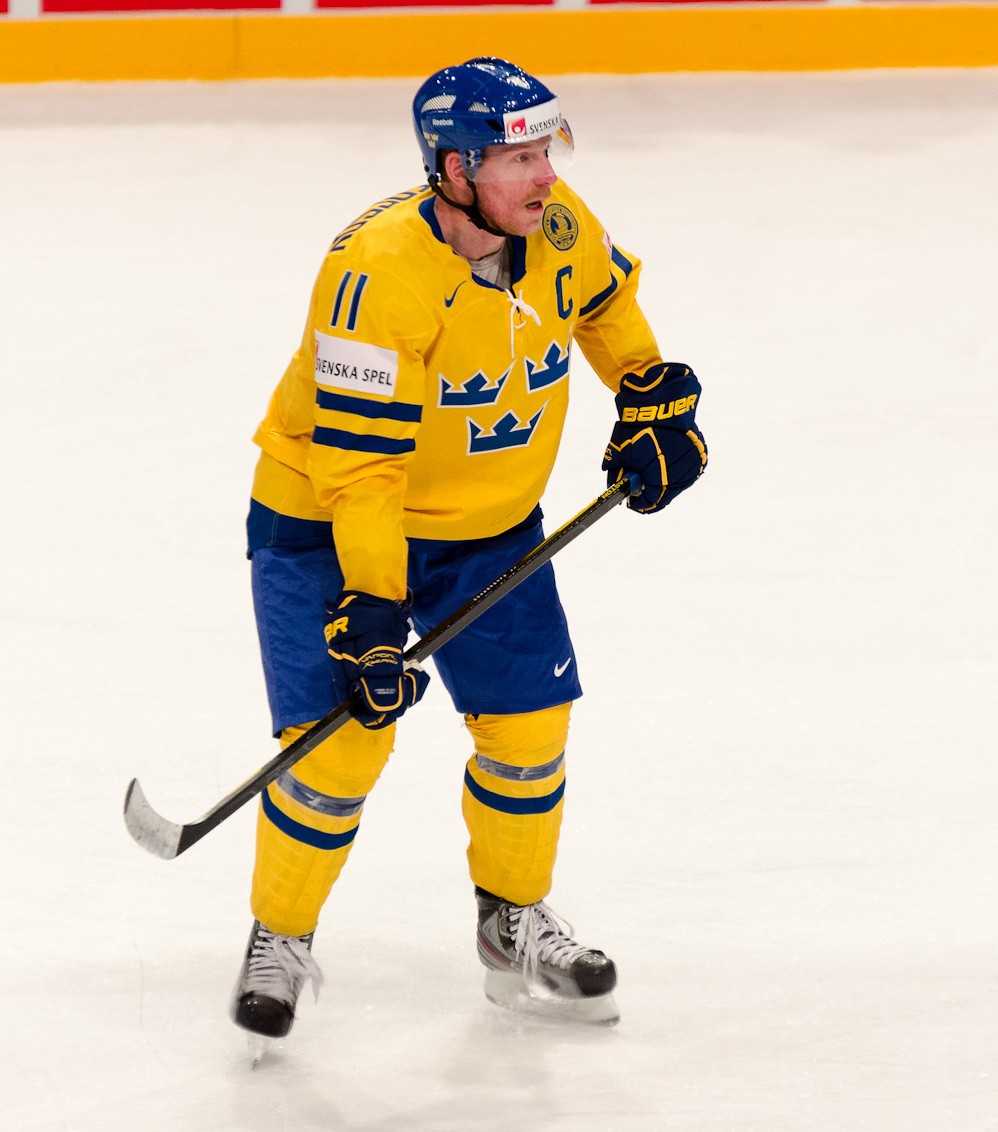
Форвард Даниэль Альфредссон играл за сборную с середины 1990-х до середины 2010-х, выиграв олимпийское золото 2006 года и 4 медали чемпионатов мира

На Олимпийских играх 2006 года в Турине шведы второй раз в истории стали чемпионами, и вновь их лидером спустя 12 лет после успеха 1994 года был Петер Форсберг, ярко сыграли также опытные Даниэль Альфредссон и Матс Сундин. Тренером был бывший капитан национальной сборной Бенгт-Оке Густафссон. Немало упрёков вызвала игра шведов в последнем матче группового этапа, когда они уступили 0:3 словакам, и в результате попали в четвертьфинале на команду Швейцарии, а не на канадцев или чехов. В 2011 году Форсберг в одном из интервью признал, что команда не полностью выкладывалась в игре против Словакии. В результате ИИХФ попросила Форсберга дать письменные объяснения, и швед уточнил, что его слова были неточно интерпретированы, и речь шла лишь о недостатке мотивации в матче, который ничего не решал для сборной. В результате в четвертьфинале шведы разгромили швейцарцев (6:2), в полуфинале уверенно обыграли чехов (7:3), а финале победили финнов (3:2). Победную шайбу на 10-й секунде третьего периода забросил защитник Никлас Лидстрём. Кенни Йонссон был признан лучшим защитником турнира.
В том же 2006 году шведы впервые за восемь лет стали чемпионами мира. На турнире в Риге шведы в четвертьфинале разгромили американцев со счётом 6:0 (хет-трик на счету Мики Ханнулы), а в полуфинале в упорном матче переиграли канадцев — в начале второго периода шведы повели 5:2, но канадцы сумели отыграть две шайбы к 44-й минуте, однако шведы всё же удержали преимущество (5:4). В финале шведы не испытали особых проблем в игре с чехами (4:0). Опытный центрфорвард Микаэль Нюландер сделал семь результативных передач в трёх матчах плей-офф. 25-летний защитник Никлас Крунвалль был признан самым ценным игроком турнира и лучшим игроком обороны, а Юхан Хольмквист — лучшим вратарём.

#### 2010-е годы. Три победы на чемпионатах мира

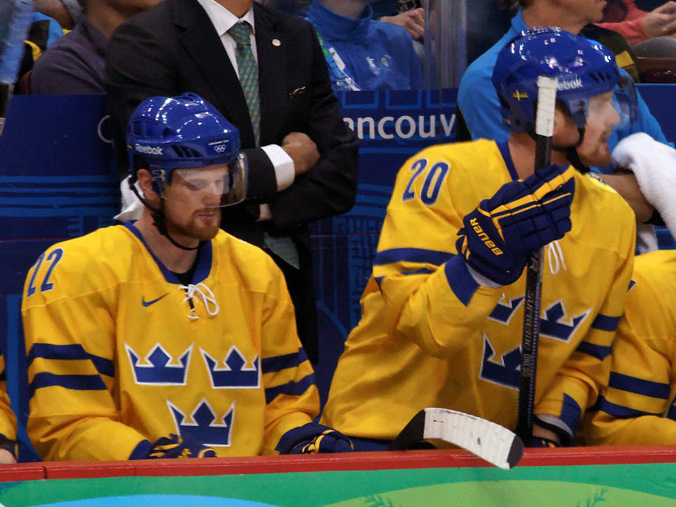
Братья Седины в составе сборной Швеции на Олимпийских играх 2010 года

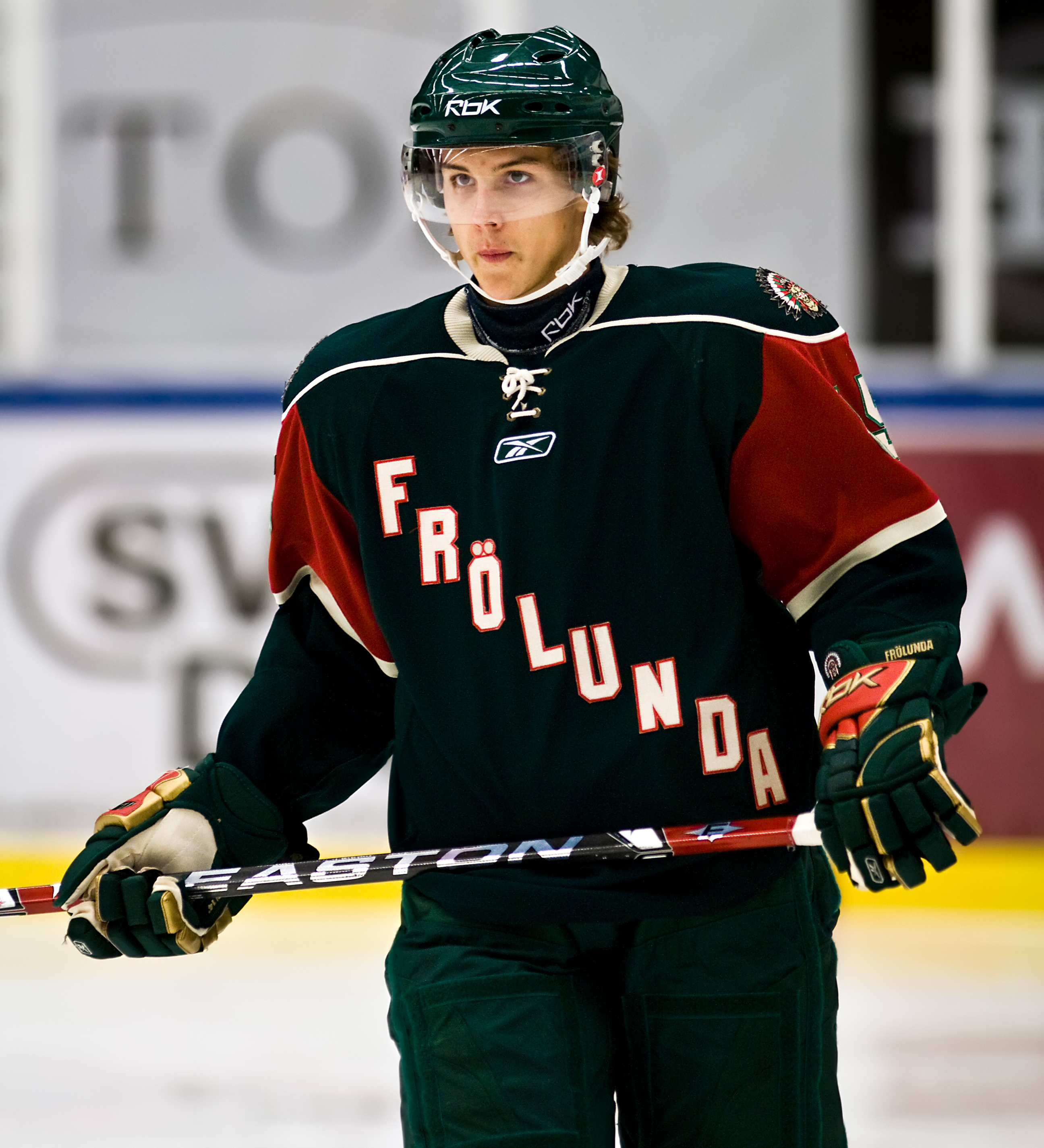
Эрик Карлссон был признан лучшим защитником олимпийского турнира 2014 года

В 2010 году на Олимпийских играх в Ванкувере шведы уверенно вышли из группы, одержав три победы, причём сборные Германии и Финляндии были обыграны всухую. В четвертьфинале шведы уступили словакам (3:4). Таким образом на шести подряд Олимпиадах (1992—2010) шведы или выигрывали золото (2 раза) или вылетали в четвертьфинале (4 раза).
В 2014 году на Олимпийских играх в Сочи шведы впервые с 1964 года выиграли серебро этого турнира. На групповом этапе скандинавы последовательно переиграли сборные Чехии (4:2), Швейцарии (1:0) и Латвии (5:3). В 1/4 финала были разгромлены словенцы (5:0, 4 шайбы были заброшены в третьем периоде), а в полуфинале шведы уступали финнам 0:1, на затем две шайбы Луи Эрикссона и Эрика Карлссона, заброшенные во втором периоде, принесли победу «Тре-Крунур» (2:1). К финалу шведы испытывали серьёзные проблемы с составом, оставшись без целого ряда ведущих центрфорвардов. В итоге канадцы всухую обыграли шведов (3:0) и в очередной раз стали олимпийскими чемпионами. 23-летний Эрик Карлссон из клуба «Оттава Сенаторз», набравший 8 очков (4+4) в шести матчах, был признан лучшим защитником турнира. Кроме того, Карлссон вошёл в сборную всех звёзд турнира, где компанию ему составил голкипер Хенрик Лундквист.
На чемпионатах мира с конца XX века шведы очень стабильны: с 1997 года шведы лишь пять раз (по состоянию на 2020 год) не сумели выйти в полуфинал этого ежегодного турнира (2000, 2012, 2015, 2016, 2019). При этом титулов у них не так много: золото «Тре-Крунур» брали в XXI веке 4 раза (2006, 2013, 2017 и 2018). Победа в 2013 году на льду стокгольмской «Глобен-Арены» стала для шведов, которыми руководил Пер Мортс, первой в истории на чемпионатах мира на домашней площадке. Решающий вклад в успех шведов в 2013 году на стадии плей-офф внесли братья-близнецы Хенрик и Даниэль Седины, приехавшие на турнир после вылета их клуба «Ванкувер Кэнакс» из розыгрыша Кубка Стэнли. Хенрик набрал 9 очков (4+5) в 4 матчах, а Даниэль — 6 очков (1+5) в тех же 4 матчах. Юнас Энрот, пропускавший на турнире 1,15 шайбы в среднем за игру, был признан лучшим вратарём.
На чемпионатах мира 2014, 2015, 2016 годов шведы не блистали, ограничившись лишь бронзой 2014 года (в Минске после поражения в полуфинале от россиян — 1:3, скандинавы уверенно обыграли в матче за третье место чехов со счётом 3:0). В 2016 году в России в четвертьфинале в Санкт-Петербурге шведы потерпели разгромное поражение от канадцев (0:6).

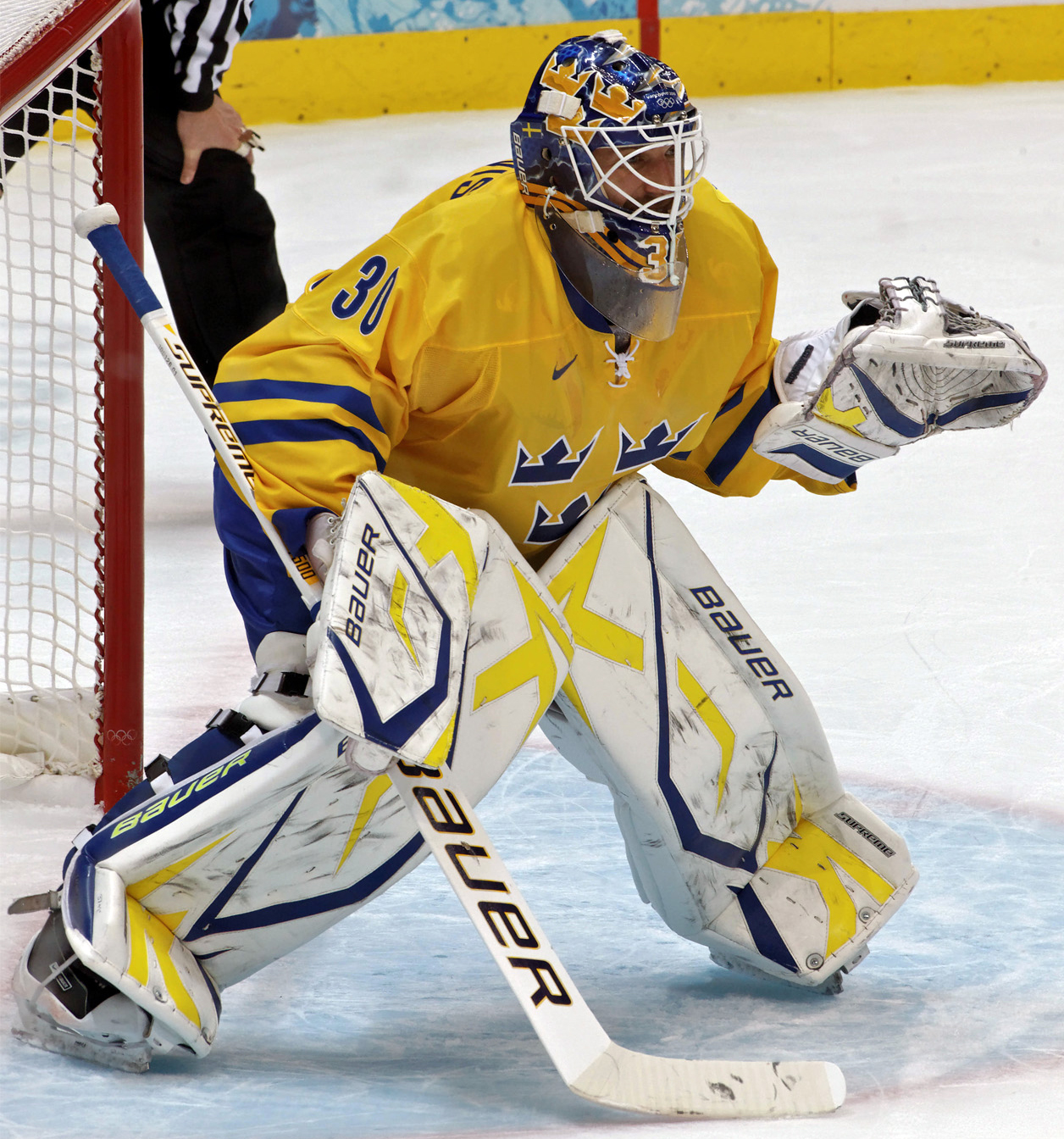
Вратарь Хенрик Лундквист в составе сборной Швеции выиграл золото Олимпийских игр 2006 года и чемпионата мира 2017 года

Зато в 2017 году на чемпионате мира, проходившем в Германии и Франции, шведам под руководством Рикарда Грёнборга удалось собрать сильный состав (почти все игроки «Тре-Крунур» представляли клубы НХЛ) и взять реванш у канадцев в финале в серии буллитов. Хороший турнир провёл опытный вратарь Хенрик Лундквист, пропустивший всего три шайбы в трёх матчах плей-офф (94,57 % отбитых бросков, коэффициент надёжности на турнире — 1,31). В нападении лидером стал 21-летний Вильям Нюландер, сын бывшего форварда сборной Микаэля Нюландера. Вильям набрал 14 (7+7) очков в 10 матчах и был признан самым ценным игроком чемпионата. Победный буллит в финале забил Никлас Бекстрём, приехавший в сборную после вылета своего клуба «Вашингтон Кэпиталз» из Кубка Стэнли.

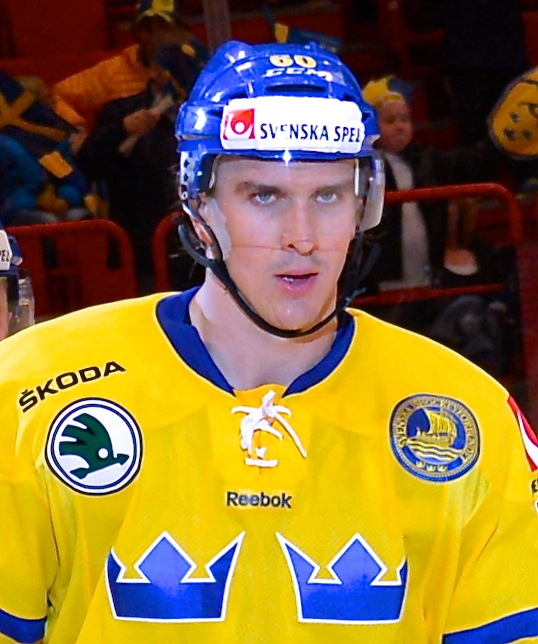
Микаэль Баклунд выиграл в составе сборной 4 медали на чемпионатах мира, включая золото 2018 года

На Олимпийских играх 2018 года в Пхёнчхане, где не выступали хоккеисты НХЛ, шведы выиграли три матча в группе у норвежцев, немцев и финнов, пропустив только одну шайбу. В четвертьфинале шведы вновь играли с немцами и на этот раз неожиданно проиграли в овертайме со счётом 3:4. Линус Умарк сделал 7 голевых передач в 4 матчах. На чемпионате мира 2018 года в Дании шведы, которыми вновь руководил Рикард Грёнборг, выиграли все 7 матчей на групповом этапе. В четвертьфинале шведы не без труда обыграли команду Латвии (3:2), а в полуфинале разгромили американцев 6:0, бросив в створ всего 20 раз (капитан команды Микаэль Баклунд сделал три голевые передачи). В финале в драматичном матче шведы дважды отыгрывались и в итоге по буллитам победили сборную Швейцарии (3:2). Победный буллит забил Филип Форсберг. Для шведов этот титул стал 11-м на чемпионатах мира. Йон Клингберг из «Даллас Старз» был признан лучшим защитником турнира, в символическую сборную по версии представителей СМИ вошли вратарь Андерс Нильссон, защитники Адам Ларссон и Оливер Экман-Ларссон, нападающий Рикард Ракелль. 25-летний Ракелль стал лучшим бомбардиром сборной Швеции на турнире, набрав 14 очков (6+8) в 10 матчах, на счету Мики Зибанежада было 11 очков (6+5).
На чемпионате мира 2019 года в Словакии шведы на групповом этапе отметились тремя разгромными победами над итальянцами (8:0), норвежцами (9:1, Вильям Нюландер сделал пять голевых передач) и австрийцами (9:1). В последнем матче групповой стадии шведы потерпели поражение от россиян (4:7), пропустив шесть шайб во втором периоде. В четвертьфинале шведы вели 3:1 против финнов, но упустили преимущество, однако сумели вновь выйти вперёд в конце второго периода. Финны сравняли счёт на 59-й минуте, а на второй минуте овертайма забросили победную шайбу. Вильям Нюландер набрал в 8 матчах 18 очков (5+13), стал лучшим бомбардиром турнира и был включён в символическую сборную по версии СМИ.

#### 2020-е годы
Чемпионат мира 2021 года в Латвии стал одним из наиболее провальных для шведов за последние годы. В первых двух матчах «Тре-Крунур» под руководством Юхана Гарпенлёва сенсационно уступили Дании (3:4) и Беларуси (0:1). В третьей игре шведы разгромили швейцарцев (7:0), но затем проиграли чехам (2:4), пропустив 4 шайбы в третьем периоде. После этого шведы обыграли британцев (4:1) и словаков (3:1), но уступили по буллитам команде ОКР (под этим названием выступала сборная России). В итоге шведы не сумели выйти из группы, пропустив вперёд команды ОКР, Швейцарии, Чехии и Словакии. При этом все команды из этой группы вылетели уже на стадии 1/4 финала. Единственным «светлым пятном» для шведов стала игра вратаря Адама Рейдеборна, который показал на турнире коэффициент надёжности 1,40 при проценте отражённых бросков 94,57.
На Олимпийских играх 2022 года в Китае, где не выступали игроки НХЛ, шведы под руководством Гарпенлёва на групповой стадии обыграли Латвию (3:2, дубль Лукаса Вальмарка) и Словакию (4:1), но затем уступили в овертайме финнам, хотя вели 3:0 к 45-й минуте матча. В четвертьфинале шведы обыграл Канаду со счётом 2:0, вторая шайба была заброшена в пустые ворота. Сухой матч провёл Ларс Юханссон, отразивший 22 броска. В полуфинале шведы в равном матче уступили по буллитам сборной ОКР (под этим названием выступала команда России). Шведы считались фаворитами в игре за третье место против Словакии, но неожиданно уступили со счётом 0:4. 26-летний Лукас Вальмарк из ЦСКА, забросивший 5 шайб в 6 матчах турнира, был включён в символическую сборную.
На чемпионате мира 2022 года в Финляндии шведы, которыми вновь руководил Гарпенлёв, достаточно уверенно прошли групповой этап: 5 побед в основное время, победа над финнами по буллитам и поражение от американцев в овертайме. Шведы заняли второе место в группе после финнов и в четвертьфинале встретились с канадцами. После двух периодов шведы вели 3:0 благодаря шайбам Карла Клингберга, Вильяма Нюландера и Макса Фриберга. Канадцы забросили одну шайбу в начале третьего периода, но до 59-й минуты матча шведы вели 3:1. Однако затем канадцы, играя с пустыми воротами, сначала забросили шайбу в большинстве за 113 секунд до конца периода, а через 30 секунд сравняли счёт благодаря голу Мэтью Барзала. В овертайме деморализованные шведы получили быстрое удаление (Вильям Нюландер), и уже через 43 секунды после начала овертайма Дрейк Батерсон принёс победу Канаде.
На чемпионате мира 2023 года шведы уверенно вышли из группы, заняв второе место и не проиграв ни одного матча в основное время. Однако в четвертьфинале на переполненной «Арене Рига» шведы неожиданно уступили сборной Латвии 1:3, хотя нанесли 41 бросок в створ против 15 у соперника. Самым результативным на турнире у шведов стал защитник Хенрик Тёммернес из «Женевы-Серветт» — 10 очков (0+10) в 8 матчах.
На чемпионате мира 2024 года в Чехии в состав сборной были включены звёздные защитники Виктор Хедман и Эрик Карлссон. Шведы впервые за долгие годы выиграли все 7 матчей на групповой стадии, забросив 34 шайбы и пропустив 9. Все победы были одержаны с преимуществом минимум в две шайбы. В 1/4 финала Швеция обыграла в овертайме команду Финляндии со счётом 2:1, победную шайбу забросил Юэль Эрикссон Эк. В полуфинале шведы неожиданно были разгромлены хозяевами чехами со счётом 7:3. В матче за третье место шведы обыграли канадцев 4:2. Лучшим бомбардиром шведов на турнире стал Маркус Юханссон — 12 очков (6+6) в 9 матчах. Эрик Карлссон был включён в сборную всех звёзд турнира.

## Достижения

### Олимпийские игры
Олимпийские хоккейные турниры между 1920 и 1968 годами также считались чемпионатами мира.
| Год                                                 | Место проведения                 | Результат |
| --------------------------------------------------- | -------------------------------- | --------- |
| 1920                                                | Антверпен, Бельгия               | 4-е место |
| 1924                                                | Шамони, Франция                  | 4-е место |
| 1928                                                | Санкт-Мориц, Швейцария           | Серебро   |
| Не участвовала в Олимпиаде 1932.                    |                                  |           |
| 1936                                                | Гармиш-Партенкирхен, Германия    | 5-е место |
| Олимпиады в 1940 и 1944 не проводились из-за войны. |                                  |           |
| 1948                                                | Санкт-Мориц, Швейцария           | 4-е место |
| 1952                                                | Осло, Норвегия                   | Бронза    |
| 1956                                                | Кортина д'Ампеццо, Италия        | 4-е место |
| 1960                                                | Скво-Вэлли, США                  | 5-е место |
| 1964                                                | Инсбрук, Австрия                 | Серебро   |
| 1968                                                | Гренобль, Франция                | 4-е место |
| 1972                                                | Саппоро, Япония                  | 4-е место |
| Не участвовала в Олимпиаде 1976.                    |                                  |           |
| 1980                                                | Лейк-Плэсид, США                 | Бронза    |
| 1984                                                | Сараево, Югославия               | Бронза    |
| 1988                                                | Калгари, Канада                  | Бронза    |
| 1992                                                | Альбервиль, Франция \| 5-е место |           |
| 1994                                                | Лиллехаммер, Норвегия            | Золото    |
| 1998                                                | Нагано, Япония                   | 5-е место |
| 2002                                                | Солт-Лейк-Сити, США              | 5-е место |
| 2006                                                | Турин, Италия                    | Золото    |
| 2010                                                | Ванкувер, Канада                 | 5-е место |
| 2014                                                | Сочи, Россия                     | Серебро   |
| 2018                                                | Пхёнчхан, Республика Корея       | 5-е место |
| 2022                                                | Пекин, Китай                     | 4-е место |

### Чемпионат мира
Все олимпийские хоккейные турниры с 1920 по 1968 считались чемпионатами мира. ЧМ не проводился в 1980, 1984 и 1988 из-за зимних Олимпиад и в 2020 из-за пандемии коронавируса.
| Год                                                                        | Место проведения                       | Результат |
| -------------------------------------------------------------------------- | -------------------------------------- | --------- |
| 1931                                                                       | Крыница-Здруй, Польша                  | 6-е место |
| 1935                                                                       | Давос, Швейцария                       | 5-е место |
| 1937                                                                       | Лондон, Великобритания                 | 9-е место |
| 1938                                                                       | Прага, Чехословакия                    | 5-е место |
| 1939                                                                       | Цюрих/Базель, Швейцария                | Золото    |
| Чемпионаты мира не проводились в 1940—1946 гг. из-за второй мировой войны. |                                        |           |
| 1947                                                                       | Прага, ЧССР                            | Серебро   |
| 1949                                                                       | Стокгольм, Швеция                      | 4-е место |
| 1950                                                                       | Лондон, Великобритания                 | 5-е место |
| 1951                                                                       | Париж, Франция                         | Серебро   |
| 1953                                                                       | Цюрих/Базель, Швейцария                | Золото    |
| 1954                                                                       | Стокгольм, Швеция                      | Бронза    |
| 1955                                                                       | Крефельд/Дортмунд/Кёльн, ФРГ           | 5-е место |
| 1957                                                                       | Москва, СССР                           | Золото    |
| 1958                                                                       | Осло, Норвегия                         | Бронза    |
| 1959                                                                       | Прага/Братислава, ЧССР                 | 5-е место |
| 1961                                                                       | Женева/Лозанна, Швейцария              | 4-е место |
| 1962                                                                       | Колорадо-Спрингс/Денвер, США           | Золото    |
| 1963                                                                       | Стокгольм, Швеция                      | Серебро   |
| 1965                                                                       | Тампере, Финляндия                     | Бронза    |
| 1966                                                                       | Любляна, Югославия                     | 4-е место |
| 1967                                                                       | Вена, Австрия                          | Серебро   |
| 1969                                                                       | Стокгольм, Швеция                      | Серебро   |
| 1970                                                                       | Стокгольм, Швеция                      | Серебро   |
| 1971                                                                       | Берн/Женева, Швейцария                 | Бронза    |
| 1972                                                                       | Прага, ЧССР                            | Бронза    |
| 1973                                                                       | Москва, СССР                           | Серебро   |
| 1974                                                                       | Хельсинки, Финляндия                   | Бронза    |
| 1975                                                                       | Мюнхен/Дюссельдорф, ФРГ                | Бронза    |
| 1976                                                                       | Катовице, Польша                       | Бронза    |
| 1977                                                                       | Вена, Австрия                          | Серебро   |
| 1978                                                                       | Прага, ЧССР                            | 4-е место |
| 1979                                                                       | Москва, СССР                           | Бронза    |
| 1981                                                                       | Гётеборг/Стокгольм, Швеция             | Серебро   |
| 1982                                                                       | Хельсинки/Тампере, Финляндия           | 4-е место |
| 1983                                                                       | Дюссельдорф/Дортмунд/Мюнхен, ФРГ       | 4-е место |
| 1985                                                                       | Прага, ЧССР                            | 6-е место |
| 1986                                                                       | Москва, СССР                           | Серебро   |
| 1987                                                                       | Вена, Австрия                          | Золото    |
| 1989                                                                       | Стокгольм/Сёдертелье, Швеция           | 4-е место |
| 1990                                                                       | Берн/Фрибур, Швейцария                 | Серебро   |
| 1991                                                                       | Турку/Хельсинки/Тампере, Финляндия     | Золото    |
| 1992                                                                       | Прага/Братислава, Чехословакия         | Золото    |
| 1993                                                                       | Дортмунд/Мюнхен, ФРГ                   | Серебро   |
| 1994                                                                       | Больцано/Канацеи/Милан, Италия         | Бронза    |
| 1995                                                                       | Стокгольм/Евле, Швеция                 | Серебро   |
| 1996                                                                       | Вена, Австрия                          | 5-е место |
| 1997                                                                       | Турку/Хельсинки/Тампере, Финляндия     | Серебро   |
| 1998                                                                       | Цюрих/Базель, Швейцария                | Золото    |
| 1999                                                                       | Осло/Лиллехаммер/Хамар, Норвегия       | Бронза    |
| 2000                                                                       | Санкт-Петербург, Россия                | 7-е место |
| 2001                                                                       | Кёльн/Ганновер/Нюрнберг, ФРГ           | Бронза    |
| 2002                                                                       | Гётеборг/Карлстад/Йёнчёпинг, Швеция    | Бронза    |
| 2003                                                                       | Турку/Хельсинки/Тампере, Финляндия     | Серебро   |
| 2004                                                                       | Прага/Острава, Чехия                   | Серебро   |
| 2005                                                                       | Инсбрук/Вена, Австрия                  | 4-е место |
| 2006                                                                       | Рига, Латвия                           | Золото    |
| 2007                                                                       | Москва/Мытищи, Россия                  | 4-е место |
| 2008                                                                       | Квебек/Галифакс, Канада                | 4-е место |
| 2009                                                                       | Берн/Цюрих, Швейцария                  | Бронза    |
| 2010                                                                       | Кёльн/Маннгейм/Гельзенкирхен, Германия | Бронза    |
| 2011                                                                       | Братислава/Кошице, Словакия            | Серебро   |
| 2012                                                                       | Хельсинки, Финляндия/Стокгольм, Швеция | 6-е место |
| 2013                                                                       | Стокгольм, Швеция/Хельсинки, Финляндия | Золото    |
| 2014                                                                       | Минск, Беларусь                        | Бронза    |
| 2015                                                                       | Прага/Острава, Чехия                   | 5-е место |
| 2016                                                                       | Москва/Санкт-Петербург, Россия         | 6-е место |
| 2017                                                                       | Кёльн, Германия/Париж, Франция         | Золото    |
| 2018                                                                       | Копенгаген/Хернинг, Дания              | Золото    |
| 2019                                                                       | Братислава/Кошице, Словакия            | 5-е место |
| 2021                                                                       | Рига, Латвия                           | 9-е место |
| 2022                                                                       | Хельсинки/Тампере, Финляндия           | 6-е место |
| 2023                                                                       | Тампере, Финляндия/Рига, Латвия        | 6-е место |
| 2024                                                                       | Прага/Острава, Чехия                   | Бронза    |
| 2025                                                                       | Стокгольм, Швеция/Хернинг, Дания       | Бронза    |

### Кубок Канады / Кубок мира
| Год                                  | Результат |
| ------------------------------------ | --------- |
| / Кубок Канады 1976                  | 4-е место |
| Кубок Канады 1981                    | 5-е место |
| / Кубок Канады 1984                  | Серебро   |
| / Кубок Канады 1987                  | Бронза    |
| / Кубок Канады 1991                  | 4-е место |
| / Кубок мира по хоккею с шайбой 1996 | Бронза    |
| / Кубок мира по хоккею с шайбой 2004 | 5-е место |
| Кубок мира по хоккею с шайбой 2016   | Бронза    |

### Турнир четырёх наций
| Год                    | Результат    |
| ---------------------- | ------------ |
| / Турнир четырёх наций | Третье место |

### Чемпионат Европы
- 1921 –
- 1922 –
- 1923 –
- 1924 –
- 1932 –

## Текущий состав
Состав сборной Швеции на Турнире четырёх наций 2025:
| Номер | Имя               | Позиция    | Хват   | Рост, см | Вес, кг | Дата рождения | Клуб                |
| ----- | ----------------- | ---------- | ------ | -------- | ------- | ------------- | ------------------- |
| 4     | Расмус Андерссон  | Защитник   | Правый | 185      | 97      | 27.10.1996    | Калгари Флэймз      |
| 33    | Виктор Арвидссон  | Нападающий | Правый | 175      | 82      | 08.04.1993    | Эдмонтон Ойлерз     |
| 63    | Йеспер Братт      | Нападающий | Левый  | 179      | 79      | 30.07.1998    | Нью-Джерси Девилз   |
| 25    | Юнас Бродин       | Защитник   | Левый  | 185      | 88      | 12.07.1993    | Миннесота Уайлд     |
| 91    | Лео Карлссон      | Нападающий | Левый  | 191      | 88      | 26.12.2004    | Анахайм Дакс        |
| 26    | Расмус Далин      | Защитник   | Левый  | 190      | 84      | 13.04.2000    | Баффало Сейбрз      |
| 14    | Маттиас Экхольм — | Защитник   | Левый  | 193      | 93      | 24.05.1990    | Эдмонтон Ойлерз     |
| 20    | Юэль Эрикссон Эк  | Нападающий | Левый  | 188      | 89      | 29.01.1997    | Миннесота Уайлд     |
| 30    | Самуэль Эрссон    | Вратарь    | Левый  | 191      | 80      | 20.10.1999    | Филадельфия Флайерз |
| 9     | Филип Форсберг    | Нападающий | Правый | 186      | 85      | 13.08.1994    | Нэшвилл Предаторз   |
| 42    | Густав Форслинг   | Защитник   | Левый  | 183      | 82      | 12.06.1996    | Флорида Пантерз     |
| 32    | Филип Густавссон  | Вратарь    | Левый  | 188      | 83      | 07.06.1998    | Миннесота Уайлд     |
| 77    | Виктор Хедман —   | Защитник   | Левый  | 198      | 110     | 18.12.1990    | Тампа-Бэй Лайтнинг  |
| 65    | Эрик Карлссон —   | Защитник   | Правый | 181      | 87      | 31.05.1990    | Питтсбург Пингвинз  |
| 10    | Адриан Кемпе      | Нападающий | Левый  | 187      | 88      | 13.09.1996    | Лос-Анджелес Кингз  |
| 28    | Элиас Линдхольм   | Нападающий | Правый | 184      | 87      | 02.12.1994    | Бостон Брюинз       |
| 88    | Вильям Нюландер — | Нападающий | Правый | 180      | 77      | 01.05.1996    | Торонто Мейпл Лифс  |
| 12    | Густав Нюквист    | Нападающий | Левый  | 180      | 84      | 01.09.1989    | Нэшвилл Предаторз   |
| 67    | Рикард Ракелль    | Нападающий | Правый | 188      | 91      | 05.05.1993    | Питтсбург Пингвинз  |
| 23    | Лукас Рэймонд     | Нападающий | Правый | 182      | 75      | 28.03.2002    | Детройт Ред Уингз   |
| 40    | Элиас Петтерссон  | Нападающий | Левый  | 188      | 80      | 12.11.1998    | Ванкувер Кэнакс     |
| 35    | Линус Улльмарк    | Вратарь    | Левый  | 193      | 97      | 31.07.1993    | Оттава Сенаторз     |
| 93    | Мика Зибанежад    | Нападающий | Правый | 188      | 98      | 18.04.1993    | Нью-Йорк Рейнджерс  |

| Должность            | Имя                 | Гражданство | Дата рождения |
| -------------------- | ------------------- | ----------- | ------------- |
| Главный тренер       | Сэм Халлам          | Швеция      | 08.06.1968    |
| Ассистент тренера    | Даниэль Альфредссон | Швеция      | 11.12.1972    |
| Генеральный менеджер | Андерс Лундберг     | Швеция      | 10.06.1983    |

## Форма

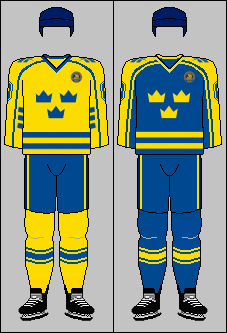
ОИ-1994
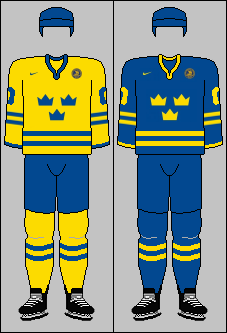
1998-2001
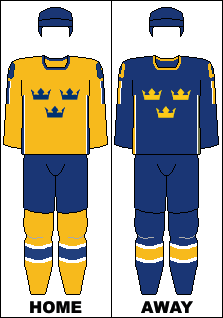
ЧМ-2006
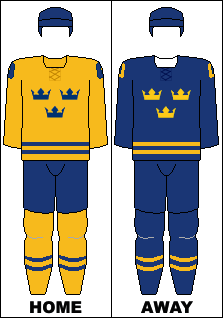
ОИ-2014
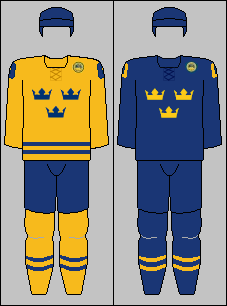
2014-2018
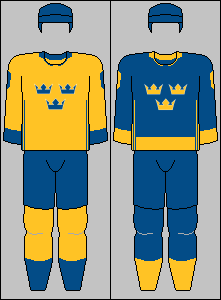
КМ-2016
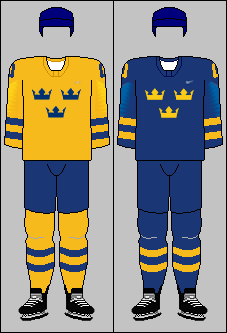
ОИ-2018
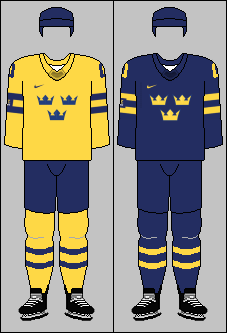
ОИ-2022